# Ramón Castro y Ramírez
Ramón Castro y Ramírez (San José, Costa Rica, 8 de diciembre de 1795 - San José, Costa Rica, 27 de mayo de 1867) fue un político costarricense, presidente de la Corte Suprema de Justicia de Costa Rica en 1843.
Sus padres fueron don José Francisco Castro y Alvarado y doña María de la Trinidad Ramírez y Ulloa. Su hermana María del Rosario Castro casó con Antonio Pinto Soares, jefe de Estado de Costa Rica en septiembre de 1842.
Casó en San José el 1 de abril de 1818 con Lorenza Madriz y Cervantes, hija de don José Francisco Madriz y doña María Candelaria Cervantes y Ramírez. El único hijo de este matrimonio fue el doctor José María Castro Madriz (1818-1892), presidente de Costa Rica de 1847 a 1849 y de 1866 a 1868.
Fue capitán de puerto de Puntarenas, juez de primera instancia en Heredia y San José y magistrado de la Corte Superior de Justicia en 1835 y de 1836 a 1839. 
El 8 de junio de 1843 fue designado por la Asamblea Constituyente como presidente de la Cámara Judicial que desempeñó funciones hasta 1844 y que estaba integrada del siguiente modo: presidente, Ramón Castro y Ramírez; fiscal, Santos Velázquez y Tinoco; magistrados, Juan Rafael Ramos, Juan González y Reyes y Ramón Gómez.
Fue senador propietario de 1845 a 1847, magistrado propietario de la Corte Suprema de Justicia por Alajuela de 1847 a 1850, senador suplente en 1863 y senador propietario por la provincia de San José desde 1864 hasta su muerte.
Sin embargo, su principal actividad fue la agricultura. Durante los últimos quince años de su vida residió en su hacienda cafetalera, a poca distancia de San José. También fue un gran benefactor de la villa de Escazú.
Murió cuando su hijo era presidente de la República por segunda vez. Sus funerales estuvieron sumamente concurridos y se le sepultó en el Cementerio General de San José. 